# Alegeri legislative în Italia, 2001

## Camera Deputaților
| Partide                                             | Voturi     | %     | Locuri |
| --------------------------------------------------- | ---------- | ----- | ------ |
| Forța Italia                                        | 10.923.431 | 29,43 | 62     |
| DEMOCRAT STÂNGA                                     | 6.151.154  | 16,57 | 31     |
| Margaritka                                          | 5.391.827  | 14,52 | 27     |
| Alianța Națională                                   | 4.463.205  | 12,02 | 24     |
| Partidul Comunist din Italia                        | 1.868.659  | 5,03  | 11     |
| Liga Nordului                                       | 1.443.725  | 3,89  | 0      |
| Centrul Creștin Democrat - Regatul Creștin-Democrat | 1.194.040  | 3,22  | 0      |
| Democrație Europeană                                | 888.269    | 2,39  | 0      |
| Partidul Radical Italian                            | 832.213    | 2,24  | 0      |
| Federația Verzilor                                  | 805.340    | 2,17  | 0      |
| Partidul Italienilor Comuniști                      | 620.859    | 1,67  | 0      |
| Noul Partid Socialist Italian                       | 353.269    | 0,95  | 0      |
| Mișcarea Socială - Flacara Tricolorului             | 143.963    | 0,39  | 0      |
| Alte Partide                                        |            |       | -      |
| Total                                               | 37.122.776 |       | 155    |

- Procentaj

| Partide                              | Voturi     | %     | Locuri |
| ------------------------------------ | ---------- | ----- | ------ |
| Camera Libertăților                  | 16.915.513 | 45,40 | 282    |
| Olivier                              | 16.019.388 | 42,99 | 183    |
| Valorile Italiei                     | 1.487.287  | 3,99  | -      |
| Democrație Europeană                 | 1.310.119  | 3,52  | -      |
| Partidul Radical Italian             | 457.117    | 1,23  | -      |
| SVP                                  | 190.556    | 0,51  | 5      |
| Mișcarea Social - Flacara Tricolorul | 121.527    | 0,33  | -      |
| Altele                               |            |       | 2      |
| Total                                | 37.259.705 |       | 475    |

## Senatul Republicii
| Partde                     | Voturi     | %     | Locuri |
| -------------------------- | ---------- | ----- | ------ |
| Camera Libertanților       | 14.406.519 | 42,53 | 176    |
| Olivier                    | 13.106.860 | 38,70 | 125    |
| Partidul Reformist Italian | 1.708.707  | 5,04  | 4      |
| Valorile Italiei           | 1.140.489  | 3,37  | 1      |
| Democrație Europeană       | 1.066.908  | 3,15  | 2      |
| Partidul Radical Italian   | 677.725    | 2,00  | -      |
| Mișcarea Socialistă        | 340.221    | 1,00  | -      |
| Alianța Lombardă           | 308.559    | 0,91  | 1      |
| SVP                        | 175.635    | 0,52  | 3      |
| Altele                     |            |       | 1      |
| Total                      | 33.871.262 | 100   | 315    |